# Phobolosia admirabilis
Phobolosia admirabilis är en fjärilsart som beskrevs av William Schaus 1914. Phobolosia admirabilis ingår i släktet Phobolosia och familjen nattflyn. Inga underarter finns listade i Catalogue of Life.